# Магнус I (Саксония-Лауенбург)
Магнус I фон Саксония-Лауенбург (на немски: Magnus I von Sachsen-Lauenburg; * 1 януари 1470; † 1 август 1543) от род Аскани, е от 1507 до 1543 г. херцог на Саксония-Лауенбург.

## Живот
Син е на херцог Йохан IV фон Саксония-Лауенбург (1439 – 1507) и Доротея фон Бранденбург (1446 – 1519), дъщеря на курфюрст Фридрих II от Бранденбург.
През последните години на стария си баща той води управлението на Херцогство Саксония-Лауенбург. Магнус I умира на 1 август 1543 г. Погребан е в Ратцебург.

## Фамилия
Магнус I се жени за Катарина фон Брауншвайг-Волфенбютел (1488 – 29 юни 1563), дъщеря на херцог Хайнрих I от Брауншвайг-Волфенбютел. Те имат децата:
- Франц I (1510 – 1581), херцог на Саксония-Лауенбург, ∞ 1540 Сибила Саксонска (1515 – 1592)

- Доротея (1511 – 1571), ∞ 1525 крал Кристиан III от Дания (1503 – 1559)

- Катарина (1513 – 1535), ∞ 1531 крал Густав I Васа от Швеция (1496 – 1560)

- Клара (1518 – 1576), ∞ 1547 херцог Франц от Брауншвайг-Гифхорн (1508 – 1549)

- София (1521 – 1571), ∞ 1537 граф Антон I от Делменхорст и Олденбург (1505 – 1573)

- Урсула (1523 – 1577), ∞ 1551 херцог Хайнрих V от Мекленбург (1479 – 1552)